# Teeworlds
TeeWorlds — розрахована на багато користувачів безкоштовна відеогра з елементами жанрів шутер та платформер. Гра схожа на іншого представника свого жанру — Soldat, але у зв'язку з особливостями фізики рушія, має свій унікальний перебіг гри.

## Зброя
У грі 5 видів зброї: молот, пістолет, дробовик, гранатомет, бластер. Також є специфічна зброя — катана.
Молот:
Зброя ближнього бою. Завдає 4 одиниці утрати.
Пістолет:
Скорострільна зброя. Патрони безкінечні (відновлюються з часом). Наносить 1 одиницю утрати.
Дробовик:
Зброя для середньо-ближній дистанції. Дріб в кількості п'яти штук летить у формі конуса. Кожна дробинка наносить утрату рівну одній одиниці.
Гранатомет:
Зброя для середньо-ближньої дистанції. Граната летить навісом і вибухає в трьох випадках: 1) при зіткненні з ворогом; 2) при зіткненні з поверхнею; 3) після двох секунд. Може нанести утрату рівну 6-ти пунктам.
Бластер:
Стріляє синім променем, який може один раз відбитися від перешкоди. При попаданні наносить утрату рівну 5-ти пунктам. Хороший на середні і далекі дистанції, промінь випущений з бластера, відбивається від усіх перешкод, що додає грі особливу динамічність і особливу тактику.
Катана:
Спеціальна зброя, яку не можна змінити під час її дії (триває 15 секунд). Дозволяє майже миттєво прискоритися на коротку відстань і нанести утрату рівну 9-ти пунктам всім, хто опиниться на вашому шляху. При використанні катани вигляд вашого колобка змінюється (він перетворюється на Ніндзя)
Кожен гравець, створюючи свій ігровий сервер може змінити всі параметри — зовнішній вигляд зброї і персонажів, будь-які параметри зброї, навіть кількість можливих віддзеркалень від бластера, можливу довжину мотузка і так далі. Для цього необхідно виставити необхідні параметри в конфігураційних файлах.

## Здоров'я і броня
Ви можете мати до 10-ти життів і 10-ти броні. При завданні шкоди спершу витрачається броня, а потім здоров'я. При прямому попаданні гранатою витрачається 1 життя і 3 броні. Як тільки здоров'я стає рівним нулю гравець вмирає.

## Переміщення
У грі реалізована система подвійних стрибків (double jump). Знаходячись у повітрі, ви можете натиснувши відповідну кнопку, підстрибнути ще раз.
У розпорядженні гравця є гак, яким можна зачепиться за тверду поверхню і інших гравців.
Досвідчений гравець в TeeWorlds, використовуючи гак, може буквально літати по ігровій зоні.

## Графіка
У TeeWorlds приємна мультиплікаційна графіка: веселі колобки, будинки, трава.
Ви можете змінити вигляд свого колобка (скін) в налаштуваннях гри, або завантажити любительські модифікації ігрових предметів і персонажів на офіційному форумі.

## Перейменування
До версії 0.4.0 гра називалася TeeWars, проте внаслідок конфлікту між розробниками з приводу безкоштовності гри, вона була перейменована в TeeWorlds.

### Офіційні сайти
- Офіційний сайт Teeworlds [Архівовано 29 серпня 2010 у WebCite] (англ.)
- Офіційний форум [Архівовано 6 жовтня 2008 у Wayback Machine.] (англ.)
- Розгляд клієнтів для Teeworlds (рос.)